# Danny Fortson
Danny Fortson, né le 27 mars 1976 à Philadelphie, en Pennsylvanie, est un ancien joueur américain de basket-ball. Il évolue au poste d'ailier fort.

## Biographie
Danny Fortson a connu une carrière NBA relativement courte à cause de nombreuses blessures (440 matches sur 820 possibles). 
À sa sortie de Cincinnati en 1997, il culmine à 21.3 pts, 9.1 rebs et devient un 1st all-american[Quoi ?], récompensant les meilleurs universitaires à leurs postes. Certains[Qui ?] le compare même à un mini Shaquille O'Neal et lorsque la draft 1997 se présente, il est acquis qu'il sera choisi assez haut malgré sa relative petite taille (2,01 m pour un ailier fort/pivot).
Il sera drafté par les Milwaukee Bucks en 10e choix puis échangé dans la foulée en compagnie de Joe Wolf et Johnny Newman chez les Denver Nuggets contre Ervin Johnson.
Sa première saison est une réussite puisqu'il prend part à 80 matches en cumulant 10.2 pts, 5.6 rebs sur 22.6 minutes. Il apporte toute son énergie en relayant Tony Battie et le titulaire Dean Garrett. Rassuré par sa saison, le nouvel entraîneur des Nuggets, Mike d'Antoni lui donne de grandes responsabilités. Adepte du jeu small ball, d'Antoni le fixe au poste de pivot beaucoup plus souvent que dans sa saison précédente, le rapprochant du cercle[Quoi ?]. Il terminera meilleur rebondeur[Quoi ?] de son équipe avec 11.6 prises par matches.
Il est même le meilleur rebondeur offensif de la ligue avec 210 prises[réf. nécessaire]. La saison des nuggets quant à elle, est un désastre avec 14 victoires pour 36 défaites dans une saison raccourcie par le lock out.
Durant l'été 1999, il est envoyé chez les Celtics de Boston où il retrouve son ex-coéquipier Tony Battie et pléthore de  talents tels que Paul Pierce, Antoine Walker, Kenny Anderson, le tout entraîné par Rick Pitino. Celui-ci ne lui fait pas confiance et ne lui donne que 15 minutes en moyenne par match, lui préférant Potapenko beaucoup plus grand au poste de pivot. Malgré son faible temps de jeu, il produit des statistiques très efficientes avec 7.6 pts et 6.7 rebs.
L'été suivant, il est impliqué dans un échange gigantesque incluant 4 équipes et 8 joueurs. Il atterrit chez les Golden state warriors, une équipe en reconstruction. Il tourne à 16.7 pts et 16.3 rebs lors des 6 premiers matches de la saison mais il n'y en aura pas d'autres puisqu'il se blesse gravement et doit se faire opérer. Il fait une croix sur sa saison et revient pour la saison 2001/2002.
Définitivement fixé sur le poste d'ailier fort il fait une saison pleine avec 11.2 pts, 11.7 rebs en jouant 77 matches[Quand ?].
En NBA les blessures et l'arrivée de Troy Murphy, l'empêchent de s'exprimer. Il ne prend part qu'à 17 matches pour des stats faméliques (3.5 pts, 4.3 rebs). Il est, par la suite échangé avec Jamison, Mills et Welsch à Dallas, contre Avery Johnson, Van Exel, Popeye Jones et le Français Antoine Rigaudeau faisant le chemin inverse.
Fortson n'améliore pas ses performances et reste dans les mêmes stats que l'année précédente. Même s'il prend part à 56 matches, l'entraîneur Don Nelson ne lui laisse que 11 minutes par match, ce dernier lui reprochant son incapacité à créer du jeu pour ses coéquipiers et en particulier pour le phénomène Nowitzki.
En 2004, les Mavs l'échange contre Calvin Booth des Sonics de Seattle. Il est utilisé au poste de pivot et, retrouve des couleurs dans l'organisation des Sonics où il croise celui qui lui avait mangé ses minutes Bostonnienne, Potapenko[pas clair]. Danny Fortson est d'une rentabilité rare en si peu de minutes : 7.5 pts, 5.6 rebs en 17 minutes. Il connaîtra les joies de la post-saison mais ne jouant que 9.5 minutes dans un roster[Quoi ?] très resserré. Il finira sa carrière deux saisons plus tard en 2007 après deux autres blessures qui ne lui auront laissé jouer que 23 et 14 matches.
Après une bonne carrière universitaire, il n'a pas vraiment confirmé à l'étage supérieur, handicapé par sa petite taille à son poste. Mais, son premier entraîneur à Denver, Bill Hanzlik disait de lui : « je n'ai jamais vu un joueur aussi musclé et puissant du haut du corps » et effectivement il a réussi grâce à son physique à jouer face à des joueurs de 5 à 10 cm de plus que lui. Si l'on doit résumer son jeu, c'est beaucoup de points et rebonds notamment offensif mais une vision du jeu très relative[Interprétation personnelle ?].